# Graveyard
Graveyard é uma banda de hard rock, formada em 2006, em Gothenburg, Suécia.

## História
Joakim Nilsson, Rikard Edlund, Axel Sjöberg, e Truls Morck formaram Graveyard em 2006. Quando a banda Norrsken foi dissolvida em 2000, o guitarrista Magnus Pelander passou a formar a banda Witchcraft e Nilsson e Edlund se juntaram na banda Albatros, um growly banda blues rock cuja participação também incluía Sjöberg na bateria. Inicialmente considerando a banda Albatros um hobby, depois de cinco anos, os membros começaram a tomar sua música mais a sério e tinha crescido insatisfeitos com a direção que o som deles tinha tomado. Quando Albatros se separou, Nilsson e Edlund decidiram que para a sua próxima aventura, eles iriam voltar para suas raízes como músicos e compositores. Nilsson explica: "Eu sou um cantor, mas em Albatros eu só tocava guitarra. Rikard tocava guitarra, mas ele é um tocador de baixo. Também queria um som de rock mais simples."
Juntamente com Sjöberg e o guitarrista/cantor Truls Morck eles começaram com a banda. Após a sua formação inicial, Graveyard rapidamente gravou uma demo de duas faixas, fizeram um total de três shows, e começaram a planejar um álbum completo com o selo Transubstans Records. Enquanto isso, eles postaram uma demonstração de alguns dos seus materiais no MySpace. Seu auto-intitulado álbum de estréia, Graveyard, foi gravado por Don Ahlsterberg e lançado no início de 2008. Após a conclusão das sessões de gravação, Truls Morck foi substituído pelo guitarrista Jonatan Ramm. O álbum de estréia recebeu críticas geralmente boas. Graveyard realizadou um show em 2008 no South by Southwest Music Festival.
No Outono de 2008, Graveyard excursionou com a banda Witchcraft que era companheira da marca. Em 2009 fizeram uma turnê com a banda de rock CKY. Graveyard lançou seu segundo álbum, Hisingen Blues, na primavera de 2011. A banda estava agradando cada vez mais a crítica e, com esse álbum, conquistou fãs de várias partes do mundo.
Segundo ouvintes, a sonoridade do álbum lembra as clássicas bandas de hard rock dos anos 70, com um som puro e pesado, tudo muito bem planejado.
Em Outubro de 2012, a banda lança seu terceiro album, Lights Out. No lançamento deste álbum, a banda já havia conquistado um notório reconhecimento no cenário do rock underground mundial, fazendo sucesso graças, em parte, pela grande divulgação da banda feita por fãs do mundo inteiro.
Em Outubro de 2014, a banda anuncia que o baixista co-fundandor, Rikard Edlund, deixou a banda para a busca por novas experiências musicais.
Em Setembro de 2015, a banda lança seu quarto álbum, Innocence & Decadence.
Em 26 de Setembro de 2016, a banda anuncia o fim de suas atividades declarando problemas pessoais e incompatibilidade de ideais entre os membros da banda.
No dia 26 de Janeiro de 2017 a banda anuncia seu retorno, sem o baterista Axel Sjöberg que deixa o Graveyard, sendo substituído por Oskar Bergenheim.
No dia 18 de Dezembro de 2017, a banda publicou em sua página no Facebook que estavam no Park Studios para a gravação do próximo álbum da banda.
No dia 22 de Março de 2018, a banda anúnciou que o quinto album deles se chamará Peace, e seria lançado no dia 25 de Maio do mesmo ano, com o primeiro single "Please Don't" sendo lançado no dia 5 de Abril e o segundo, "The Fox" no dia 11 de Maio.

## Discografia

### Álbuns
- Graveyard (2007)
- Hisingen Blues (2011)
- Lights Out (2012)
- Innocence & Decadence (2015)
- Peace (2018)

### EP's e singles
- Ancestors / Graveyard - Split 7" (Volcom Entertainment) (2009)

## Membros
- Joakim Nilsson - guitarra & vocais
- Jonatan Ramm - guitarra
- Truls Mörck - baixo
- Oskar Bergenheim - bateria

## Membros passados
- Truls Mörck - guitarra, vocais
- Rikard Edlund - baixo
- Axel Sjöberg - bateria